# Liste der Baudenkmale in Wiesmoor
Die Liste der Baudenkmale in Wiesmoor enthält die nach dem Niedersächsischen Denkmalschutzgesetz geschützten Baudenkmale in der ostfriesischen Gemeinde Wiesmoor. Die Quelle der Baudenkmale ist der Denkmalatlas Niedersachsen. Der Stand der Liste ist der 10. April 2024.

## Allgemein
In den Spalten befinden sich folgende Informationen:
- Lage: die Adresse des Baudenkmales und die geographischen Koordinaten. Kartenansicht, um Koordinaten zu setzen. In der Kartenansicht sind Baudenkmale ohne Koordinaten mit einem roten Marker dargestellt und können in der Karte gesetzt werden. Baudenkmale ohne Bild sind mit einem blauen Marker gekennzeichnet, Baudenkmale mit Bild mit einem grünen Marker.
- Bezeichnung: Bezeichnung des Baudenkmales
- Beschreibung: die Beschreibung des Baudenkmales. Unter § 3 Abs. 2 NDSchG werden Einzeldenkmale und unter § 3 Abs. 3 NDSchG Gruppen baulicher Anlagen und deren Bestandteile ausgewiesen.
- ID: die Objekt-ID des Baudenkmales
- Bild: ein Bild des Baudenkmales, ggf. zusätzlich mit einem Link zu weiteren Fotos des Baudenkmals im Medienarchiv Wikimedia Commons. Wenn man auf das Kamerasymbol klickt, können Fotos zu Baudenkmalen aus dieser Liste hochgeladen werden:

| Lage                                 | Bezeichnung                        | Beschreibung | ID       | Bild |
| ------------------------------------ | ---------------------------------- | --- | -------- | ---- |
| Anglerweg 53° 27′ 12″ N, 7° 43′ 8″ O | Nordgeorgsfehn-Kanal (Abschnitt I) | Um 1885 erbauter Verbindungskanal von der Jümme zum Ems-Jade-Kanal. Historischer Kanalverlauf mit Schleusenanlagen weitgehend original erhalten. | 34689600 |      |

## Marcardsmoor
| Lage                                              | Bezeichnung                            | Beschreibung | ID       | Bild           |
| ------------------------------------------------- | -------------------------------------- | --- | -------- | -------------- |
| Anglerweg 53° 27′ 47″ N, 7° 42′ 57″ O             | Kriegerdenkmal                         | Gedenkstätte für die Gefallenen der beiden Weltkriege. Postament mit Findlingen. Drei Tafeln auf Sandsteinsockel. Vorplatz mit altem Baumbestand.                                      | 34689445 | BW             |
| Erste Reihe 7 53° 27′ 40″ N, 7° 43′ 0″ O          | Ehem. Sitz d. Moorvogts (Haus Helms)   | Ziegelbau in Jugendstilformen. Eingangszone mit Vordach von Holzstützen getragen. Erker entlang den Dachseiten. Um 1890.                                                               | 34688940 | BW             |
| Schulstraße 53° 27′ 34″ N, 7° 43′ 7″ O            | Schleusenanlage (Nordgeorgsfehn-Kanal) | Kammerschleuse. Häupter in Ziegelmauerwerk mit Sandstein-Elementen, Kammerwände leicht geböscht in Betonkonstruktion zwischen Stahlprofilen. Hölzerne Stemmtorpaare. Um 1920/30.       | 34689518 | BW             |
| Upschörter Straße 53° 27′ 46″ N, 7° 44′ 29″ O     | Upschörter Schleuse (Ems-Jade-Kanal)   | Kammerschleuse. Kammerwände und Häupter in Backstein mit Sandsteinquaderung. Stemmtorpaare in Holzkonstruktion. Über dem Unterhaupt ehem. Drehbrücke aus Stahl (festgesetzt). Um 1880. | 34689445 | BW             |
| Wittmunder Straße 217 53° 27′ 50″ N, 7° 42′ 57″ O | Kirche                                 | Rohziegelbau im neugotischen Stil mit vorgebauter Ostapsis. Im Norden Vorbau als Aufgang zur Holzempore. Erbaut 1906; im Süden Pfarrhausanbau, modernisiert.                           | 34688967 | Weitere Bilder |

## Vossbarg
| Lage                                             | Bezeichnung | Beschreibung                                                                                        | ID       | Bild |
| ------------------------------------------------ | ----------- | --------------------------------------------------------------------------------------------------- | -------- | ---- |
| Westerender Straße 42 53° 23′ 4″ N, 7° 40′ 31″ O | Gulfscheune | Massivbau unter Halbwalmdach mit Uhlenloch und Reeteindeckung. Innengerüst original erhalten. 1848. | 34688993 | BW   |

## Wiesederfehn
| Lage                                       | Bezeichnung | Beschreibung | ID       | Bild |
| ------------------------------------------ | ----------- | --- | -------- | ---- |
| Hauptstraße 16 53° 26′ 14″ N, 7° 45′ 53″ O | Gulfhaus    | Traufständiger Rohziegelbau unter Halbwalmdach. Wi-Teil mit rundbogigen Fenstern. Im Wohnteil original erhaltenes Schiebefenster. Um 1870.                  | 34689018 | BW   |
| Hauptstraße 27 53° 26′ 33″ N, 7° 46′ 9″ O  | Schmiede    | Traufständiger Rohziegelbau. Straßenseite mit Einfahrtstor. 8-teilige korbbogige Fenster. Giebelseiten zweiachsig. 1907.                                    | 34689043 | BW   |
| Hauptstraße 48 53° 25′ 50″ N, 7° 45′ 31″ O | Gulfhaus    | Traufständiger Rohziegelbau unter Halbwalmdach. Wi-Giebel m. rundbogigen Fenstern. Im Wohnteil originale 8-teilige Schiebefenster mit Holzrahmung. Um 1860. | 34689066 | BW   |
| Hopelser Weg 69 53° 25′ 8″ N, 7° 46′ 50″ O | Gulfhaus    | Rohziegelbau unter Halbwalm. Wi-Giebel mit rundbogigen Fenstern. Wohnteil mit mehrfach gesprossten Fenstern. 1888.                                          | 34689091 | BW   |

## Wiesmoor
| Lage                                            | Bezeichnung                            | Beschreibung | ID       | Bild           |
| ----------------------------------------------- | -------------------------------------- | --- | -------- | -------------- |
| Am Nielsenpark 53° 24′ 49″ N, 7° 43′ 49″ O      | Nielsenpark                            | Umgibt den mittig gelegenen Pavillon. Anlage, zum Teil mit altem Baumbestand, entstand 1937.                                                                                     | 34689118 |                |
| Am Nielsenpark 10 a 53° 24′ 49″ N, 7° 43′ 51″ O | Nielsenpark (Pavillon)                 | Achteckiger Bau mit Rohziegelbrüstung. Acht Säulen tragen reetgedecktes Dach in Holzkonstruktion. Um 1937.                                                                       | 34689142 |                |
| Hauptstraße 174 53° 24′ 51″ N, 7° 44′ 4″ O      | Gasthof Torfkrug                       | | 48655097 | BW             |
| Hauptstraße 176 53° 24′ 47″ N, 7° 43′ 58″ O     | Gedenkstätte                           | Rohziegelbau unter Walmdach. 2 Seiten hallenartig geöffnet. Vorplatz bepflanzt. Einseitige Umfriedung in Mauerwerk. Um 1938.                                                     | 34689166 |                |
| Hauptstraße 195 53° 24′ 39″ N, 7° 43′ 49″ O     | Wiesmoor-Gärtnerei (Café)              | Massivbau auf rechteckigem Grundriss unter Walmdach. 1950. Mit Anbau und Vorplatz.                                                                                               | 34689215 | BW             |
| Hauptstraße 195 a 53° 24′ 38″ N, 7° 43′ 47″ O   | Wiesmoor-Gärtnerei (Pavillon)          | Sechseckiger Grundriss. Große Fenster unter paarweise zugeordneten Segmentbögen unter hohem reetgedeckten Dach. 1950.                                                            | 34689190 | BW             |
| Hauptstraße 197 53° 24′ 38″ N, 7° 43′ 47″ O     | Wiesmoor-Gärtnerei (Toilette)          | 1-gesch. Rohziegelbau mit angebautem Wärterhaus. Segmentbogige Durchfahrt in der Querachse, um 1950.                                                                             | 34689240 | BW             |
| Hauptstraße 199 a 53° 24′ 37″ N, 7° 43′ 46″ O   | Wiesmoor-Gärtnerei (Torhaus)           | 2-gesch. langgestreckter Rohziegelbau mit großzügiger Durchfahrt zu den Gewächshäusern. Um 1950.                                                                                 | 34689265 | BW             |
| Hauptwieke I 53° 25′ 22″ N, 7° 41′ 36″ O        | Klappbrücke (Großefehnkanal)           | Stahlkonstruktion. Fahrbahn aus Holzbohlen. Zugseile werden von Hand betrieben. Um 1930.                                                                                         | 34689290 | BW             |
| Hauptwieke I 137 53° 25′ 22″ N, 7° 41′ 41″ O    | Schule                                 | | 34689369 | BW             |
| Mullberger Straße 9 53° 24′ 37″ N, 7° 44′ 11″ O | Friedenskirche                         | Schlichter Saalbau mit westriegelartiger Turmfront von großer formalen Strenge. Sparsame Gliederung in Ziegelmauerwerk. Erbaut 1930.                                             | 34689316 | Weitere Bilder |
| Schulstraße 53° 25′ 46″ N, 7° 43′ 38″ O         | Schleusenanlage (Nordgeorgsfehn-Kanal) | Kammerschleuse. Häupter in Ziegelmauerwerk mit Sandstein-Elementen, Kammerwände leicht geböscht in Betonkonstruktion zwischen Stahlprofilen. Hölzerne Stemmtorpaare. Um 1920/30. | 34689546 | BW             |
| Schulstraße 53° 25′ 17″ N, 7° 43′ 50″ O         | Schleusenanlage (Nordgeorgsfehn-Kanal) | | 34689573 | BW             |

## Zwischenbergen
| Lage                                  | Bezeichnung | Beschreibung | ID       | Bild |
| ------------------------------------- | ----------- | --- | -------- | ---- |
| Moorweg 4 53° 21′ 54″ N, 7° 40′ 31″ O | Gulfhaus    | Massivbau unter Halbwalmdach, teilweise mit Reeteindeckung. Wi-Teil mit segmentbogigen 6-teiligen Fenstern unter Verdachung. Ende 19. Jh. | 34689419 | BW   |
| Moorweg 4 53° 21′ 54″ N, 7° 40′ 30″ O | Gulfscheune | Massivbau unter Halbwalmdach. Ende 19. Jh.                                                                                                | 34689394 | BW   |
| Moorweg 4 53° 21′ 53″ N, 7° 40′ 31″ O | Baumbestand | | 34689706 | BW   |